# Huiron
Huiron är en kommun i departementet Marne i regionen Grand Est (tidigare regionen Champagne-Ardenne) i nordöstra Frankrike. Kommunen ligger i kantonen Vitry-le-François-Ouest som tillhör arrondissementet Vitry-le-François. År 2022 hade Huiron 302 invånare.

## Befolkningsutveckling
Antalet invånare i kommunen Huiron
| Referens: INSEE |